# Löwen (Willebadessen)
Löwen ist ein Dorf mit ca. 400 Einwohnern in Nordrhein-Westfalen, Deutschland, und gehört zur Stadt Willebadessen, Kreis Höxter im Regierungsbezirk Detmold. Ortsbürgermeister ist seit 2020 Arnd Engelbogen (CDU).
Löwen liegt direkt am Fuß des östlichen Hangausläufers des Eggegebirges, aber noch in der Ebene der Warburger Börde in deren nordwestlichen Ecke.
Geprägt ist die nähere Umgebung um Löwen durch das Oberwälder Land im Norden, der Weser mit dem Weserbergland im Osten, dem Westhessischen Bergland im Süden und dem Eggegebirge im Westen.

## Name
Ursprung des Ortsnamens: Löwen (früher Lovene) soll ähnlich wie bei der Stadt Venlo die Wörter Loh (Wald) und Venn (Morast) miteinander verknüpfen, so dass ein Moorwald beschrieben wird. Die Umdeutung in Löwen muss nach dieser Ansicht erst später erfolgt sein, zumal der Löwe, als König der Tierwelt erst viel später im deutschsprachigen Raum bekannt wurde.
Eine andere Deutung des alten Namens Lovene geht auf eine Person namens Liafheri zurück.
Die Kurzform Li(a)f könnte sich später zu Lov gewandelt haben. Die angehängte Endung en, bzw. ene deutet auf einen sächsischen Ursprung des Ortes hin, zumal in der Gegend um Löwen Orte mit sächsischen Ursprung häufig anzutreffen sind.

## Geschichte
Löwen gehörte bis zu den Napoleonischen Kriegen zur Landvogtei Peckelsheim im Hochstift Paderborn. Von 1807 bis 1813 gehörte der Ort zum Kanton Peckelsheim im Departement der Fulda des Königreichs Westphalen. 1816 kam Löwen zum neuen Kreis Warburg in der preußischen Provinz Westfalen, in dem die Gemeinde zum Amt Peckelsheim gehörte. 
Am 1. Januar 1975 wurde Löwen durch das Sauerland/Paderborn-Gesetz in die Stadt Willebadessen eingemeindet, die gleichzeitig in den Kreis Höxter wechselte.

## Kultur und Sehenswürdigkeiten
Wahrzeichen von Löwen war bis zu ihrer Entwurzelung durch einen Sturm die ca. 900 Jahre alte Femelinde (Gerichtslinde) an der Straße nach Peckelsheim. Am 2. September 1997 vermochte der durch Fäulnis geschwächte Stamm die mächtige Krone nicht mehr zu tragen. Der ca. 2 Meter hohe und 5 Meter umfassende Stamm war schon lange so ausgehöhlt, dass mehrere Kinder in ihm spielen konnten. Im Frühjahr 1998 wurde an der gleichen Stelle ein neuer Baum gepflanzt. Einige Sakralgegenstände in der Löwener Kirche St. Kilian (Löwen) und die Schützenkette der Löwener St. Kilians-Schützenbruderschaft wurden von dem gebürtigen Löwener Gold- und Silberschmiedemeister Bruno Maria Sievering-Tornow angefertigt.

### Bauwerke
In der Liste der Baudenkmäler in Willebadessen sind für Löwen sechs Baudenkmale aufgeführt.

### Regelmäßige Veranstaltungen
- Karneval der Löwen
- Osterfeuer am Karsamstag eines jeden Jahres
- Schnadegang an Christi Himmelfahrt
- Königschießen zum Schützenkönig
- Schützenfest
- Sportfest
- St.-Martins-Zug am Freitag nach dem 11. November (Martinstag)
- Feier des Hl. Nikolaus

### Vereine
- Freiwillige Feuerwehr der Stadt Willebadessen, Löschgruppe Löwen
- St. Kilian Schützenbruderschaft Löwen
- Musikverein Löwen 1974 e. V.
- SV Schwarz-Weiß-Rot TuS Löwen 1968 e. V.
- KFD Löwen

## Bekannte Söhne und Töchter
- Bruno H. Maria Sievering-Tornow (* 1954), Gold- und Silberschmiedemeister und Leiter der Silberschmiedeklasse der staatlichen Zeichenakademie in Hanau[2]